# George Albert Boulenger

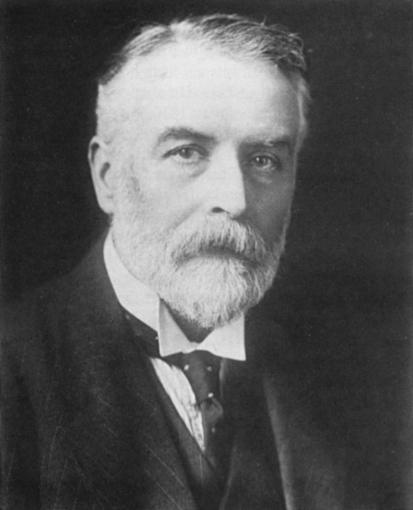
George Boulenger

George Albert Boulenger (ur. 19 października 1858 w Brukseli, zm. 23 listopada 1937 w Saint-Malo) – brytyjski zoolog belgijskiego pochodzenia.
Był jedynym synem Gustava Boulengera, belgijskiego notariusza, i Juliette Piérart de Valenciennes. W 1876 roku ukończył Université Libre de Bruxelles i przez pewien czas pracował w Muzeum Historii Naturalnej w Brukseli jako asystent przyrodnika badającego płazy, gady i ryby. W 1880 roku został zaproszony do pracy w podobnym, lecz znacznie większym i bardziej renomowanym muzeum w Londynie, gdzie zajmował się katalogowaniem płazów. Praca w Muzeum Narodowym oznaczała, że był pracownikiem państwowym, w związku z czym musiał przyjąć brytyjskie obywatelstwo. W 1882 roku został pierwszym asystentem w Departamencie Zoologii i na tym stanowisku pozostał aż do odejścia na emeryturę w 1920 roku.
W 1894 roku został członkiem Royal Society.
Do 1921 roku Boulenger opublikował 877 referatów obejmujących łącznie ponad 5000 stron, jak również 19 monografii na temat ryb, płazów i gadów. Opisał 1096 gatunków ryb, 872 gatunki gadów oraz 556 gatunków płazów. Był członkiem Amerykańskiego Stowarzyszenia Ichtiologów i honorowym członkiem Amerykańskiego Stowarzyszenia Herpetologów.
W 1937 roku został odznaczony Orderem Leopolda.